# André Fontaine
André Fontaine (París, 30 de marzo de 1921-París, 17 de marzo de 2013) fue un historiador y periodista francés. Empezó trabajando en el Temps Présent y más tarde en Le Monde en 1947, al comienzo de la Guerra Fría.
Se convirtió en el editor del periódico desde 1969 hasta 1985, y en el director desde 1985 hasta 1991. En febrero del 2007, todavía contribuía al periódico con artículos. André Fontaine es famoso por su tesis histórica en relación con la Guerra Fría, la cual comenzó tan pronto como en 1917 con la ley del cordón sanitario.
Fontaine murió en París el 17 de marzo de 2013.